# Kapsabet
Kapsabet es una localidad de Kenia, con estatus de municipio, capital del condado de Nandi.
Tiene 91 030 habitantes según el censo de 2009. Consta de 8 distritos: Chemundu/Kaptildil, Chepterit, Kabirirsang, Kamobo, Kapsabet, Kiminda, Kipsigak/Kipsotoi y Kipture/Irimis. 
Kapsabet está situada a 40 km al suroeste de Eldoret y es el lugar de nacimiento de numerosos corredores de larga distancia keniatas: Rodgers Rop, Bernard Lagat, Robert Kipkoech Cheruiyot, Peter Rono, Wilfred Bungei, Pamela Jelimo, Martin Lel y Bernard Lagat entre otros.

## Demografía
Los 91 030 habitantes del municipio se reparten así en el censo de 2009:
- Población urbana: 22 804 habitantes (11 426 hombres y 11 378 mujeres)
- Población periurbana: 63 999 habitantes (31 817 hombres y 32 182 mujeres)
- Población rural: 4227 habitantes (2177 hombres y 2050 mujeres)

## Transportes
La localidad está atravesada de este a oeste por la C39, que une Eldoret con el condado de Vihiga. Al este de esta carretera sale la C36, que lleva a la A104 unos kilómetros al sur de Burnt Forest. Al norte sale la C37, que lleva a Turbo. Al sur sale una carretera secundaria que lleva a Nandi Hills.